# Єрусалимський вакф

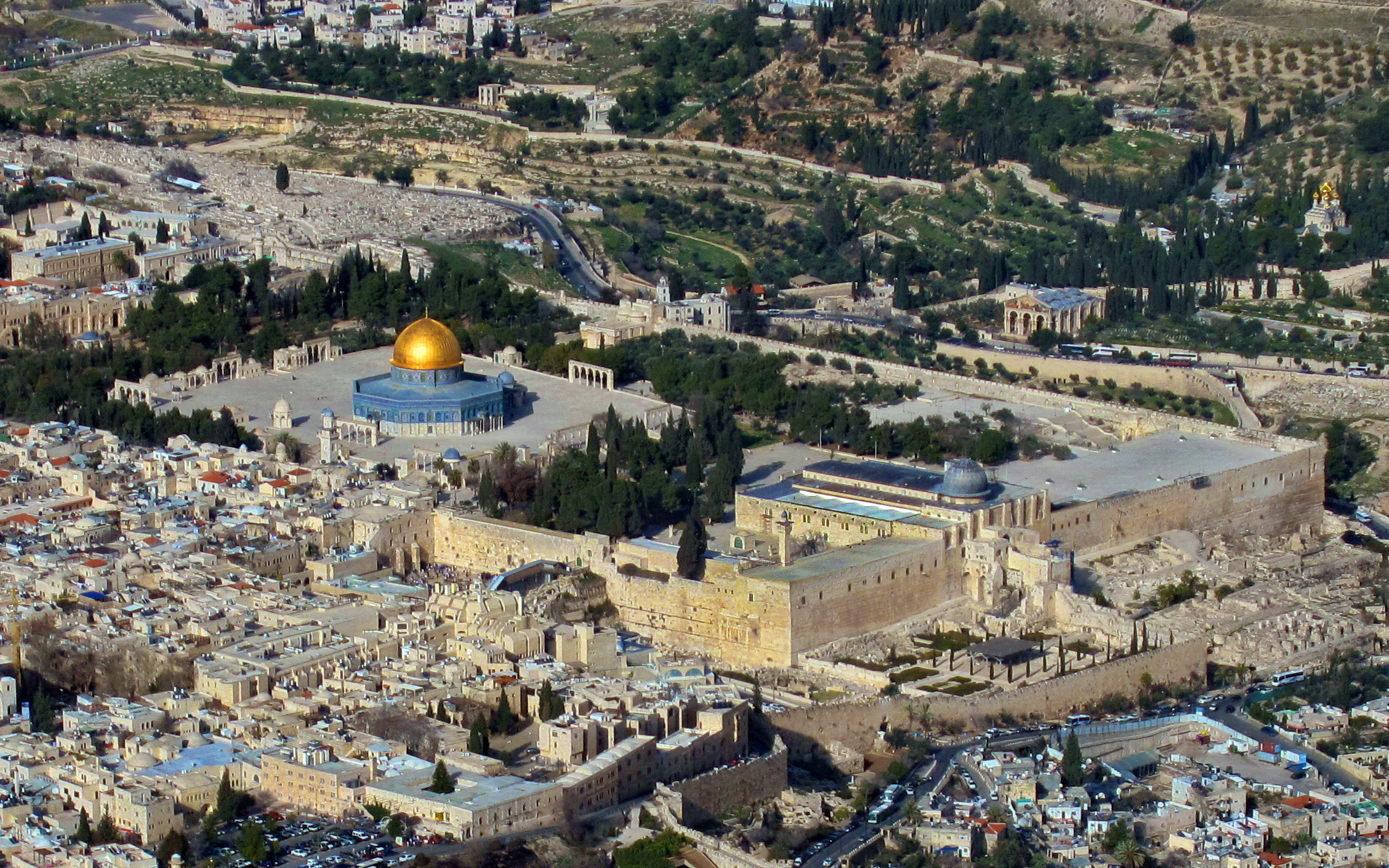
Район Аль-Акса в Східному Єрусалимі із золотим Куполом Скелі

Єрусалимський вакф (араб. الوقف في القدس, кириліз.: аль-Вакф фі аль-Кудс) — ісламська релігійна організація, яка опікується релігійними та благодійними фондами (вакфами) в Єрусалимі, зокрема святинею Харам аш-Шаріф (Благородне святилище), більш відомим як Храмова гора. Вона є однією з найважливіших ісламських релігійних структур і контролює ключові святині, включаючи мечеть Аль-Акса, Купол Скелі та інші будівлі, розташовані на території Храмової гори.
Єрусалимський вакф працює під патронатом Хашимітського королівства Йорданія, яке визнається опікуном мусульманських і християнських святинь у Єрусалимі.

## Історія

### Період раннього ісламу
У VII столітті, після завоювання Єрусалима халіфом Умаром ібн аль-Хаттабом, було встановлено ісламський контроль над Храмовою горою. Саме тоді на цьому місці було збудовано перші ісламські споруди, включаючи мечеть Аль-Акса. Територія була передана у вакф — релігійний фонд, доходи якого мали використовуватися для благодійності та підтримки релігійних установ.

### Османська імперія
За часів Османської імперії (1517–1917) територія Храмової гори зберігала свій статус вакфу. Османські султани фінансували будівництво, реставрації та підтримку будівель, зокрема Купола Скелі (перебудований і оздоблений за султана Сулеймана Пишного у XVI столітті). Управління вакфом здійснювали мутеваллі (довірені особи), які підпорядковувалися султану.

### Британський мандат (1917–1948)
Після завоювання Єрусалима британськими військами у 1917 році під час Першої світової війни територія Храмової гори залишалася під ісламським контролем. Британський мандат сприяв зміцненню ролі Верховного муфтія Єрусалима, який став головною релігійною фігурою для мусульманської громади.
Амін аль-Хусейні, верховний муфтій у 1920–1930-х роках, активно займався реставрацією мечеті Аль-Акса та Купола Скелі, залучаючи кошти від мусульманських країн і місцевих громад.

### Йорданський період (1948–1967)
Після арабо-ізраїльської війни 1948 року та поділу Єрусалима територія Східного Єрусалима, включно з Храмовою горою, перейшла під контроль Йорданського Хашимітського королівства. Йорданський король Абдалла I та його наступники вважали себе опікунами святинь і вкладали значні ресурси в утримання та реставрацію будівель.
У 1954 році було розпочато масштабний проєкт реставрації Купола Скелі, включно з заміною золотого купола.

### Після Шестиденної війни (1967)
У червні 1967 року, після перемоги Ізраїлю у Шестиденній війні, Ізраїль встановив військовий контроль над Східним Єрусалимом та Храмовою горою. Однак, щоб уникнути подальшого загострення конфлікту, адміністративне управління святинею було залишене Єрусалимському вакфу під йорданським контролем. Це стало частиною статус-кво, що діє й досі.

### Мирний договір 1994 року
У 1994 році, згідно з Ізраїльсько-йорданським мирним договором, Йорданія отримала офіційне визнання як опікун мусульманських і християнських святинь у Єрусалимі. Це забезпечило юридичну основу для діяльності Єрусалимського вакфу на Храмовій горі.

## Структура та функції вакфу
Єрусалимський вакф відповідає за:
1. Адміністративне управління мечеттю Аль-Акса, Куполом Скелі та іншими спорудами Храмової гори.
2. Реставраційні роботи: організація та фінансування ремонтів та підтримки святинь.
3. Релігійні служби: організація молитв, ісламських свят і заходів.
4. Освіта: управління ісламськими школами (мадраса), бібліотеками та освітніми закладами на території Храмової гори.
5. Соціальна підтримка: надання допомоги місцевій мусульманській громаді.

Головою Єрусалимського вакфу є директор, якого призначає Міністерство вакфів Йорданії. Організація фінансується переважно за рахунок йорданського бюджету, а також благодійних внесків.

## Політичний контекст
Храмова гора є священною як для мусульман (третє за значенням місце в ісламі), так і для євреїв, які вважають її місцем розташування Першого та Другого єврейських храмів. Це призводить до численних політичних і релігійних суперечок щодо прав на відвідування та контролю території.
Ізраїль зберігає загальну безпекову юрисдикцію, але доступ до Храмової гори для немусульман регулюється суворими обмеженнями. Відвідування немусульманами дозволене лише в певні години і без права молитви.
Єрусалимський вакф часто опиняється в центрі напруження між Ізраїлем та Палестиною, а також між різними релігійними та політичними групами.
Крім того, вакф неодноразово звинувачувався ізраїльською стороною в умисному руйнуванні археологічних залишків, що мають важливе значення для єврейської історії. Це включає будівельні роботи та реконструкції на Храмовій горі, які, на думку ізраїльських археологів, призводять до знищення стародавніх артефактів. Сам вакф відкидає ці звинувачення, стверджуючи, що його діяльність спрямована виключно на підтримку святинь та інфраструктури для мусульманської громади.

## Сучасний статус
Сьогодні Єрусалимський вакф продовжує виконувати свою місію з утримання святинь та підтримки мусульманської громади. Йорданія та інші ісламські країни регулярно надають фінансову допомогу для підтримки діяльності вакфу та реставрації будівель.
Храмова гора, як і раніше, залишається одним із найбільш спірних та символічних місць у світі.